# Zespół pałacowy w Rajczy
Zespół pałacowy w Rajczy – zabytkowy zespół pałacowy z XIX w. w Rajczy w powiecie żywieckim, składający się z pałacu z oficynami, budynku gospodarczego i parku , wpisany do rejestru zabytków nieruchomych województwa śląskiego 

## Historia
Pierwotną rezydencję wybudowała około 1809 roku Agnieszka z Jordanów Siemońska , Anastazy Siemoński przekształcił ją w dwór w 1833 roku  lub w latach 40. XIX wieku . W 1854 roku przeszła ona w ręce Teodora Primavesiego , który następnie sprzedał ją w 1894 roku   księciu Eugeniuszowi Lubomirskiemu, który kupił ją dla swego syna Władysławowa Lubomirskiego . W latach 1895–1896 Władysław Lubomirski przebudował pałac  w stylu neorenesansowym, nadano mu wygląd zbliżony do obecnego . 4 maja 1914 roku pałac kupił książę Karol Stefan Habsburg   , który przeznaczył go w 1916 roku na sanatorium i szpital wojskowy dla żołnierzy   . W 1917 roku pałac został ofiarowany przez księcia Polskiemu Czerwonemu Krzyżowi na szpital specjalizujący się w leczeniu chorób płuc . W 1940 roku na terenie zespołu pałacowego zorganizowano punkt zborny dla osób objętych Akcją Saybusch . W czasie II wojny światowej pałac służył jako szpital dla żołnierzy Wehrmachtu, w 1945 roku został przejęty przez Sowietów, który zdewastowali wnętrza  . Obiekt był jednak nadal wykorzystywany jako szpital okręgowy. W 1954 roku utworzono w pałacu Państwowe Sanatorium Przeciwgruźlicze. W 1966 roku pałac był remontowany i po raz kolejny zdewastowany. W latach 1966–1967 dobudowano nowe skrzydło , mieszczące kaplicę i świetlicę .
W 1991 sanatorium przekształcono w Państwowy Zakład Opiekuńczo Leczniczy. W 1999 roku przeprowadzono kapitalny remont według projektu Edwarda Poskiera , od tegoż roku pałac jest siedzibą Samodzielnego Publicznego Zakładu Opiekuńczo Leczniczego dla przewlekle chorych .
Obiekt jest częścią zespołu pałacowego, w skład którego wchodzą ponadto park pałacowy o charakterze krajobrazowym, usytuowany u podnóży i na stoku wzgórza Compel. Drzewostan parku jest bogaty gatunkowo i zróżnicowany wiekiem. Drzewa, wśród których przeważają świerki, buki, jesiony i klony, rosną w zgrupowaniach zwartych i luźnych. Wśród nich znajduje się 6 pomników przyrody, w tym 2 sosny wejmutki o obwodzie w pierśnicy 310 cm, lipa drobnolistna o obwodzie 470 cm, klon jawor o obwodzie 340 cm, wiąz górski o obwodzie 320 cm i dąb szypułkowy o obwodzie 310 cm .
Poza pałacem do rejestru zabytków nieruchomych wpisano oficyny i budynek gospodarczy z 2. połowy XIX wieku oraz park z 1. połowy XIX wieku pod numerem A-578/88 z 2 maja 1988 roku .

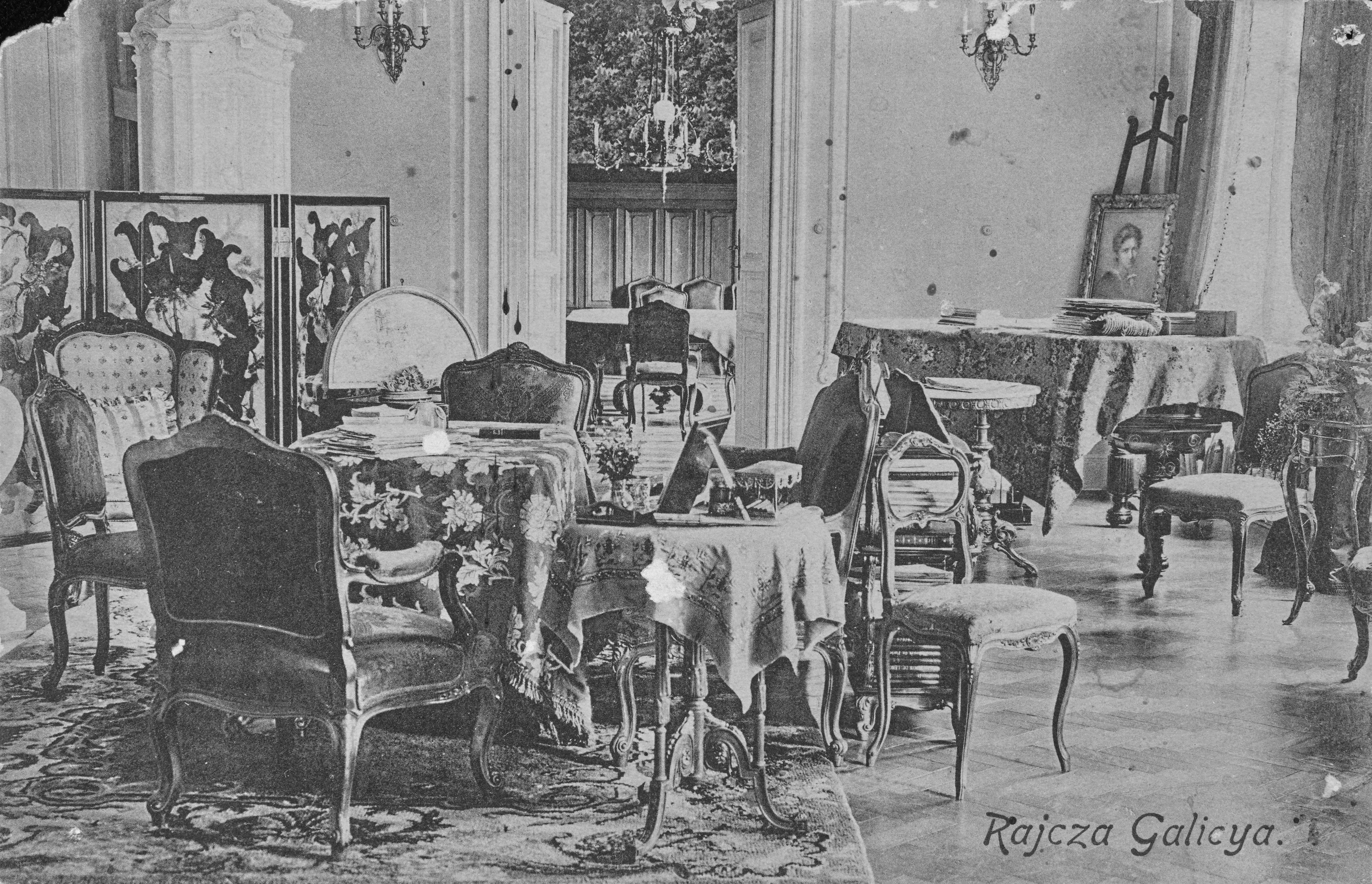
Wnętrze z pocz. XX w. na pocztówce
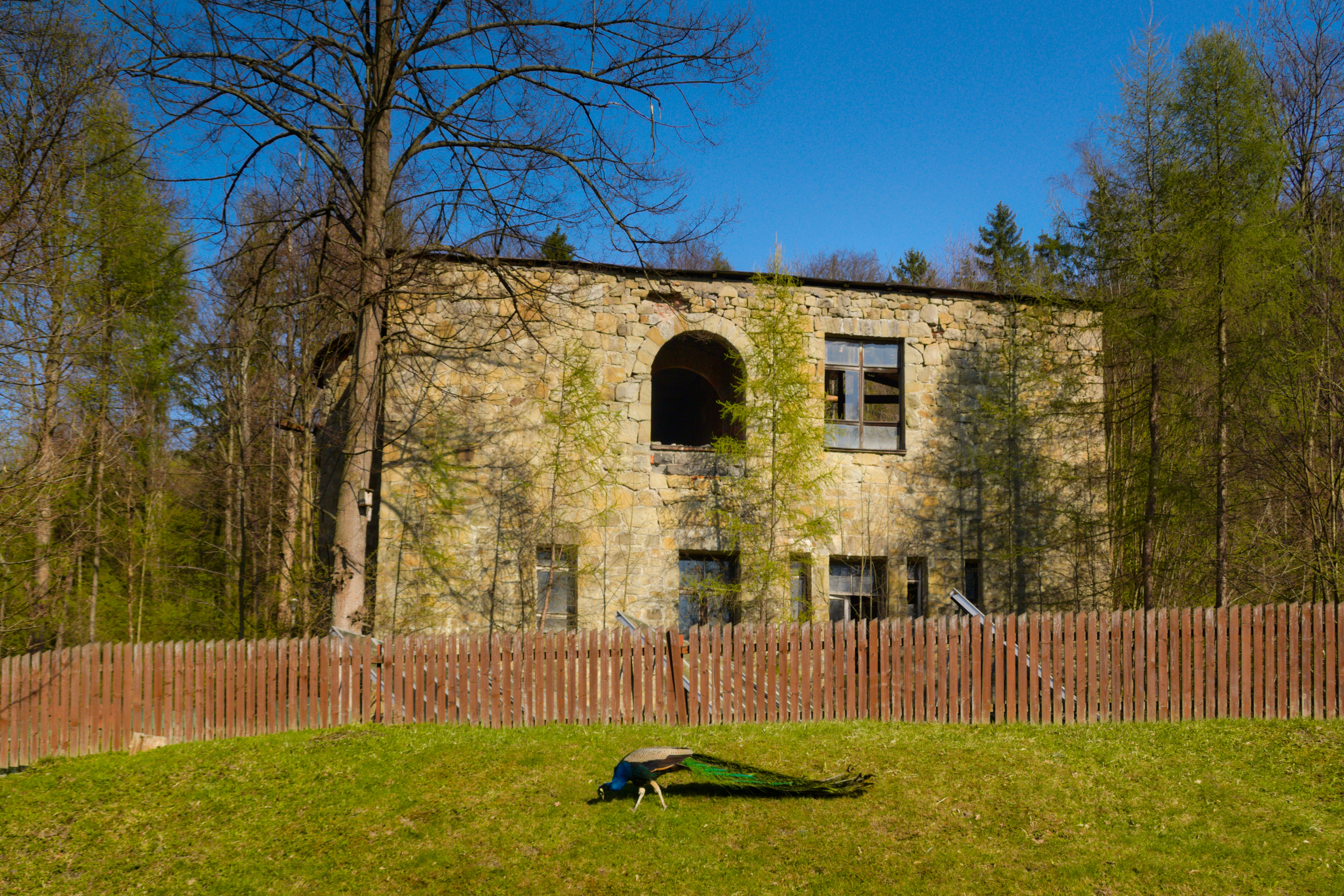
Budynek gospodarczy
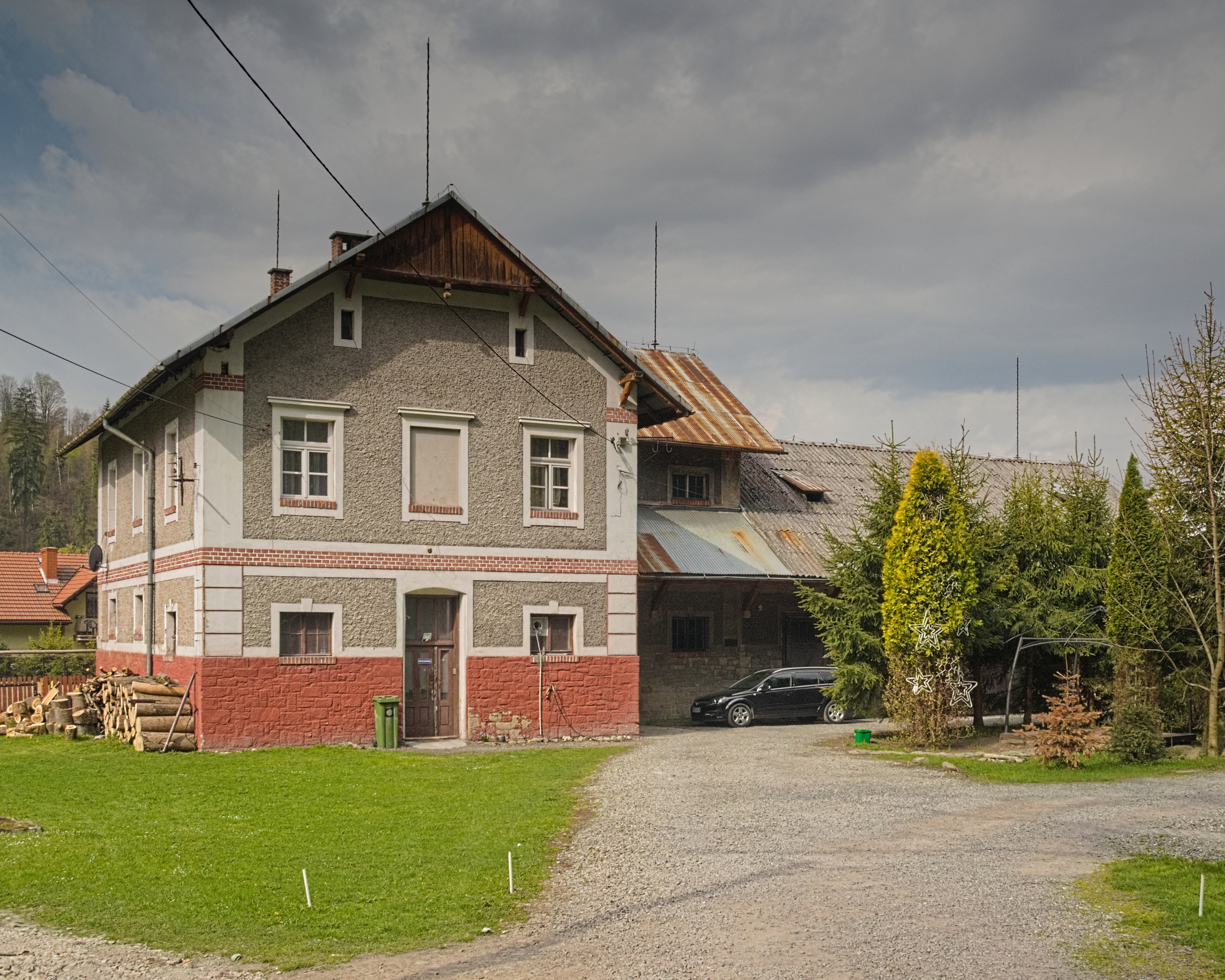
Stajnia i wozownia z mieszkaniami (2019)
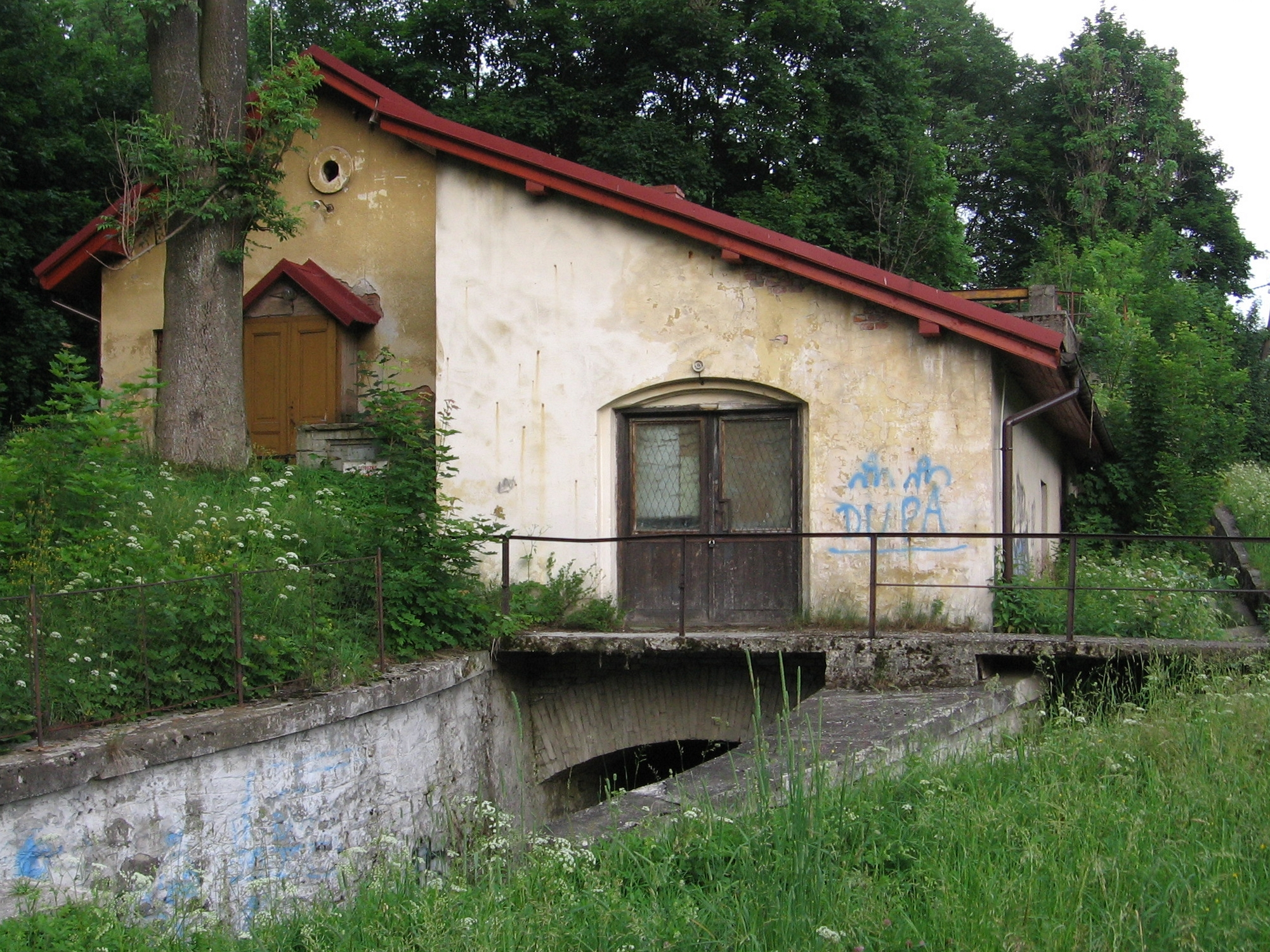
Budynek pałacowej elektrowni wodnej